# Batgirl Coaster Chase
Batgirl Coaster Chase is een stalen achtbaantje in Six Flags Fiesta Texas, gelegen in San Antonio, Texas. De achtbaan is in 1992 gebouwd en was vijf jaar lang de enige achtbaan van het attractiepark. De achtbaan van het model Junior Coaster (85 meter) van de Nederlandse achtbaanbouwer Vekoma kan in het ideale geval 670 mensen per uur verwerken.
In de loop der jaren heeft de attractie veel verschillende namen en thema's gehad. De achtbaan kreeg zijn huidige naam in 2024 omdat het themagebied waar hij in ligt onderdeel werd van het DC Universum-gebied. Hij is gedurende zijn leven ook al in verscheidene kleuren geverfd.